# صحت تاریخی محمد
این مقاله به بررسی صحت تاریخی محمد و منابع موجود جهت تاریخ‌نگاری زندگی او می‌پردازد.
به گفته دانشنامه بریتانیکا «او (محمد) تنها مؤسس دینی جهانی است که زندگانی‌اش روشن و کامل در معرض تاریخ قرار گرفته و راجع به او گزارش‌های فراوانی در متون تاریخی آمده‌است. اگر چه مثل سایر شخصیت‌های تاریخی پیش از دنیای مدرن، تمامی جزئیات زندگی‌اش روشن نیست.»
به گفته محقق ویم راون، تلاش‌های مستشرقین برای تمیز بخش‌های تاریخی و غیرتاریخی گزارش‌های تاریخی دربارهٔ محمد چندان موفقیت‌آمیز نبوده‌است. یکی از دلایل عمدهٔ این امر نداشتن منابع کافی و ابهامات پیرامون دوران جاهلیت عربستان است. به‌گفته هارولد موتزکی «هم‌اکنون مطالعه زندگی محمد … در وضعیت دشواری گیر کرده‌است. از یک طرف، نه می‌توان زندگی‌نامه‌ای دربارهٔ او نوشت بدون اینکه به استفاده غیرمنتقدانه از منابع متهم نشد، و از طرف دیگر وقتی منتقدانه به منابع نگاه می‌کنیم، دیگر امکان نوشتن زندگی‌نامه وجود ندارد.»

## منابع برای بررسی زندگی محمد

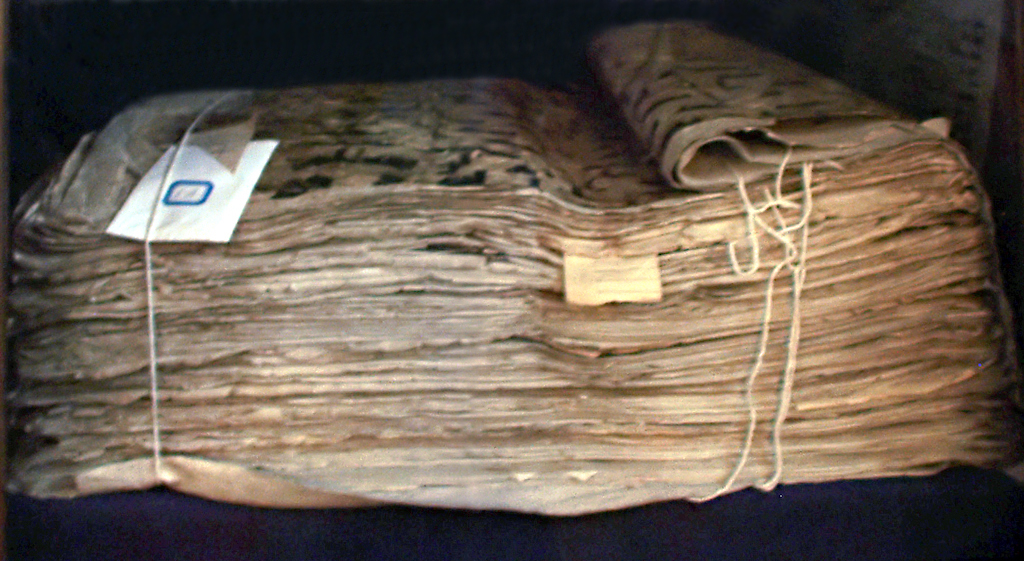
قرآن قرن نهم میلادی، میراث اصلی محمد، پایه‌گذار اسلام. قرآن گرچه اشارات بسیاری به زندگی محمد ندارد، اما نزد پژوهشوران، نخستین و بهترین منبع برای شناخت محمد و ابعاد زندگی او به‌شمار می‌رود.